# Витале да Болонья
Витали да Болонья, также Витале ди Аймо де Кавалли, или Витале дельи Экви (итал.  Vitale da Bologna, Vitale di Almo de' Cavalli, Vitale degli Equi; 1289, Болонья, Эмилия-Романья — 1359, Болонья) — живописец итальянского проторенессанса эмилианской школы.

## Биография
Витале да Болонья был главным представителем местной школы живописи XIV века, одним из главных деятелей проторенессансного искусства в Эмилии-Романье. Его первое известное произведение датируется 1330 годом, но первая документированная работа, сохранившаяся до наших дней, «Мадонна деи денти», датируется 1345 годом.
Работая в основном в Болонье, Витале также трудился в Удине, где его пребывание засвидетельствовано между 1348 и 1349 годами, и в 1351 году в Помпозе. Около 1340-х годов он получил несколько заказов в Ферраре: в 1343 году он выполнил четыре деревянные статуи для городского собора по заказу епископа Гвидо, затем алтарную картину «Мадонна с Младенцем» для оратория Баттути бьянки. Во Фриули он расписал главную капеллу собора. Одним из его шедевров считается «Святой Георгий и дракон» в Национальной пинакотеке в Болонье.
В болонской церкви Санта-Аполлония-ди-Меццаратта большая часть фресок, в частности роспись контрфасада, также приписывается Витале да Болонье: «Рождество», «Сон Девы Марии», «Сошествие Христа в лимб», «Благовещение» и «Крещение Христа». Боковые стены были расписаны фресками со сценами истории Иосифа и Моисея с одной стороны и Христа с другой. В период с 1949 по 1963 год фрески ради их сохранности были сняты со стен. С тех пор они экспонируются в отдельном зале Национальной пинакотеки Болоньи.
Последнее упоминание о Витале да Болонье относится к 1353 году, когда он написал полиптих для каноников церкви Сан-Сальваторе (Святого Спасителя), однако и в 1359 году он упоминается в документе, составленном в церкви Санта-Мария-деи-Серви.

## Галерея

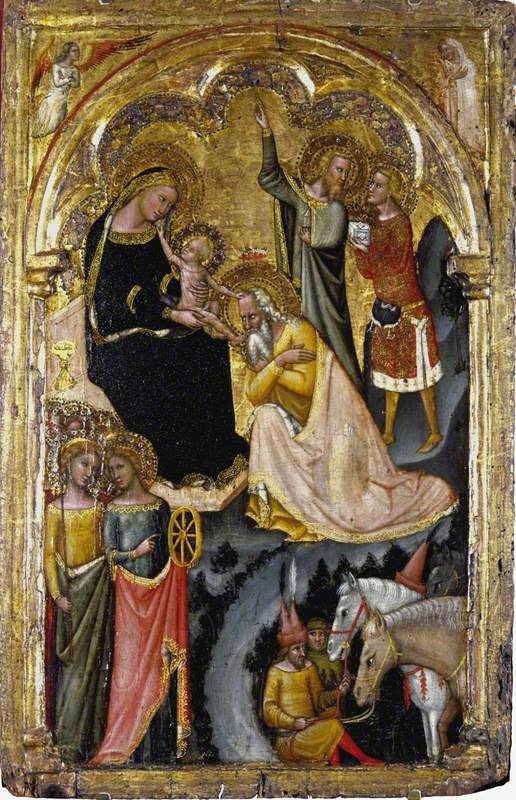
Поклонение волхвов. Между 1353 и 1355. Дерево, темпера. Национальная галерея Шотландии. Эдинбург
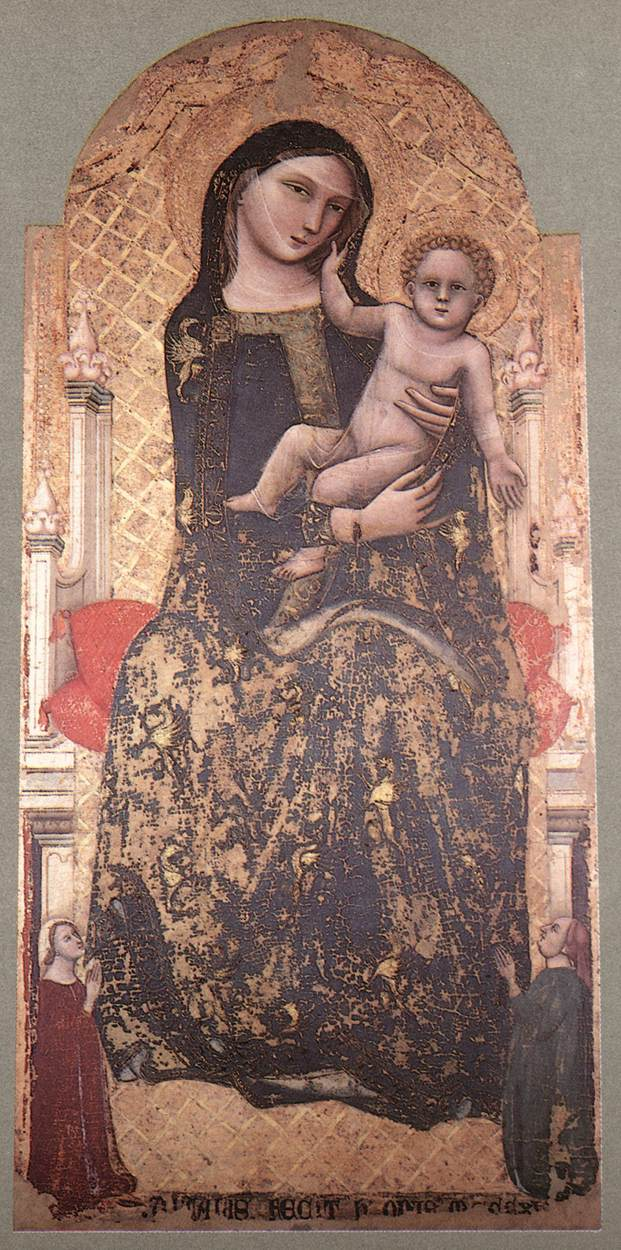
Мадонна деи Денти. 1345. Дерево, темпера. Галерея Давиа Барджеллини, Болонья
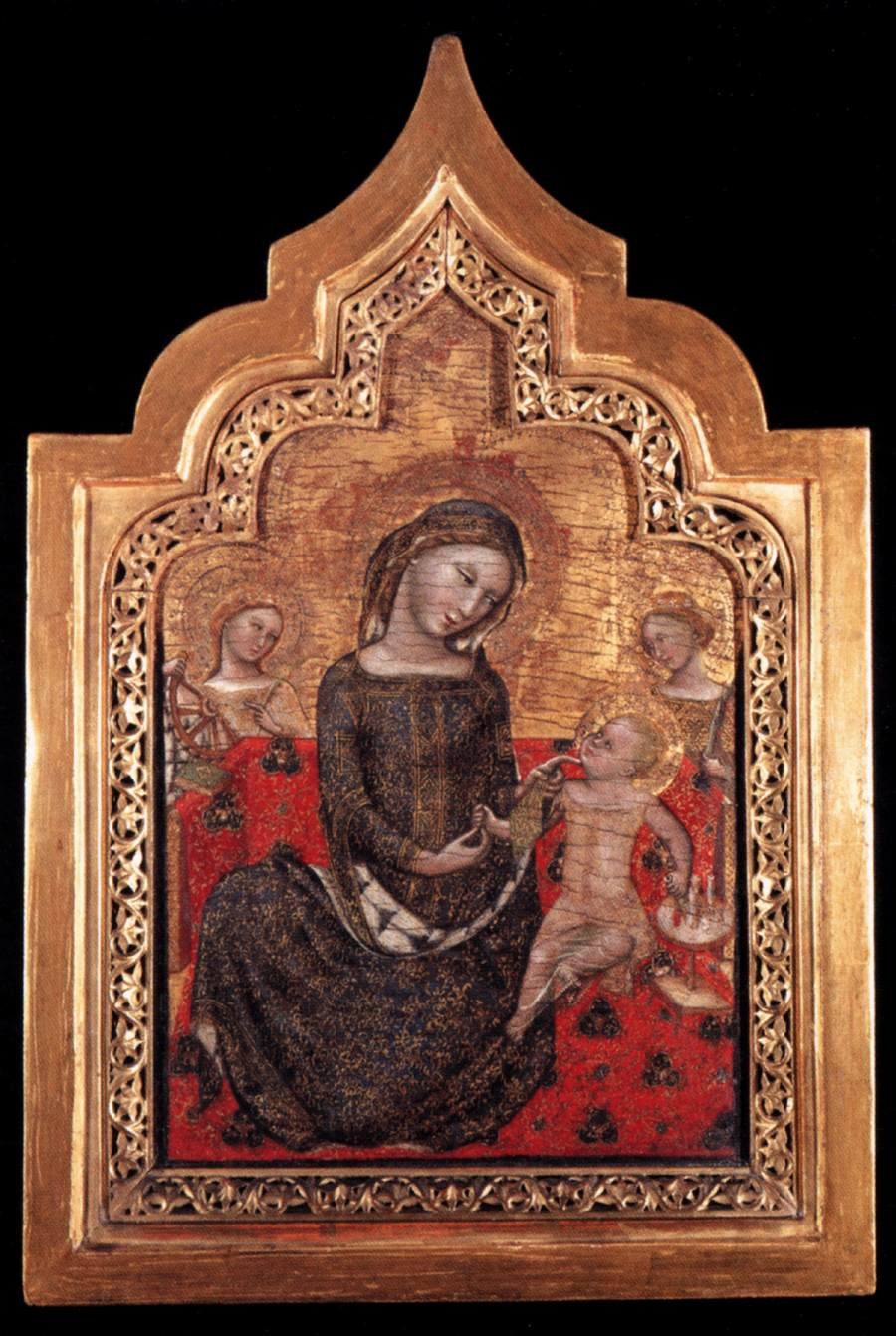
Мадонна Смирения. Ок. 1353. Дерево, темпера. Музей Польди-Пеццоли, Милан
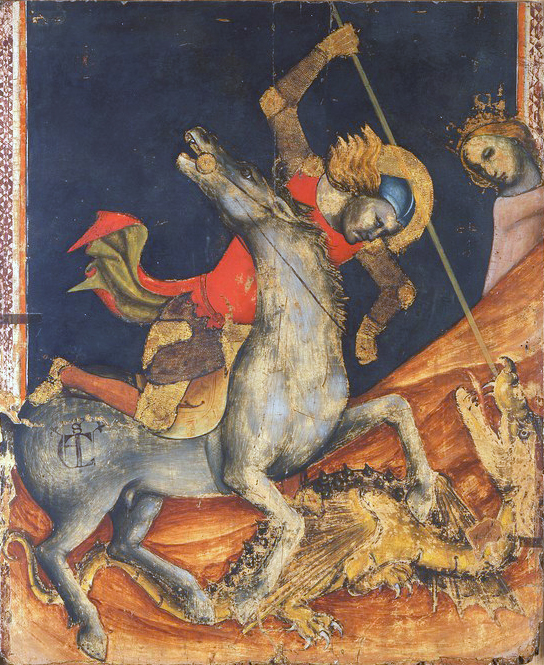
Св. Георгий, побеждающий дракона. Ок. 1350. Дерево, темпера. Национальная пинакотека, Болонья
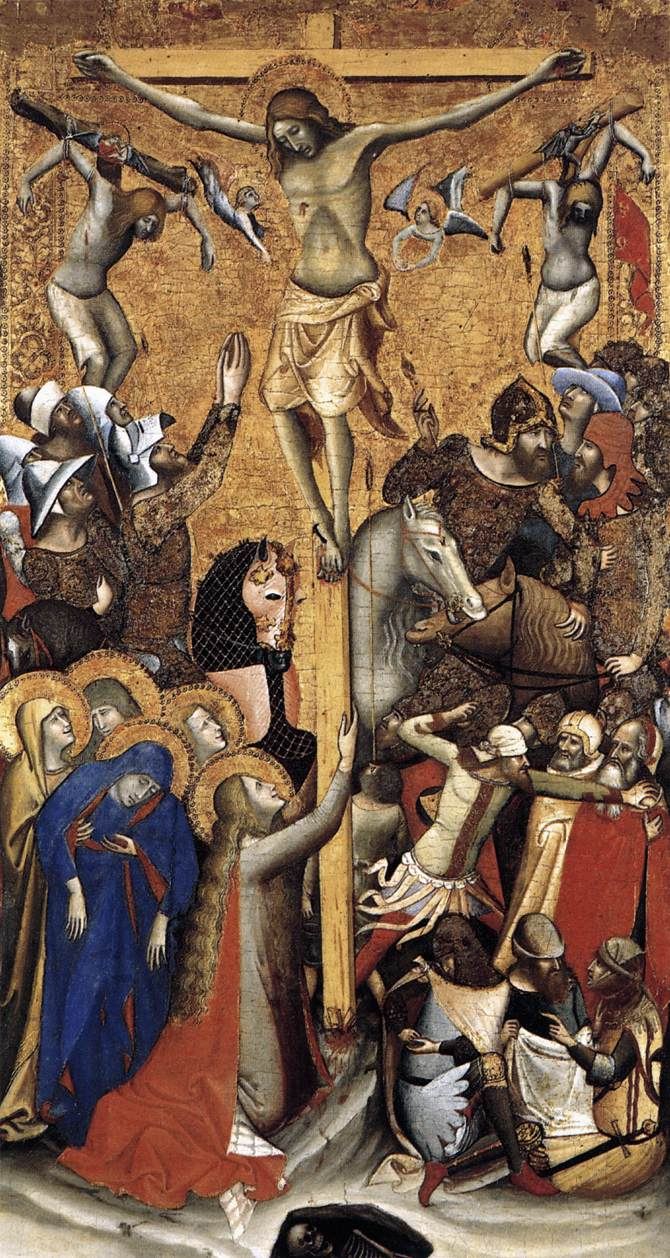
Распятие. Ок. 1335. Дерево, темпера. Музей Тиссена-Борнемисы, Мадрид
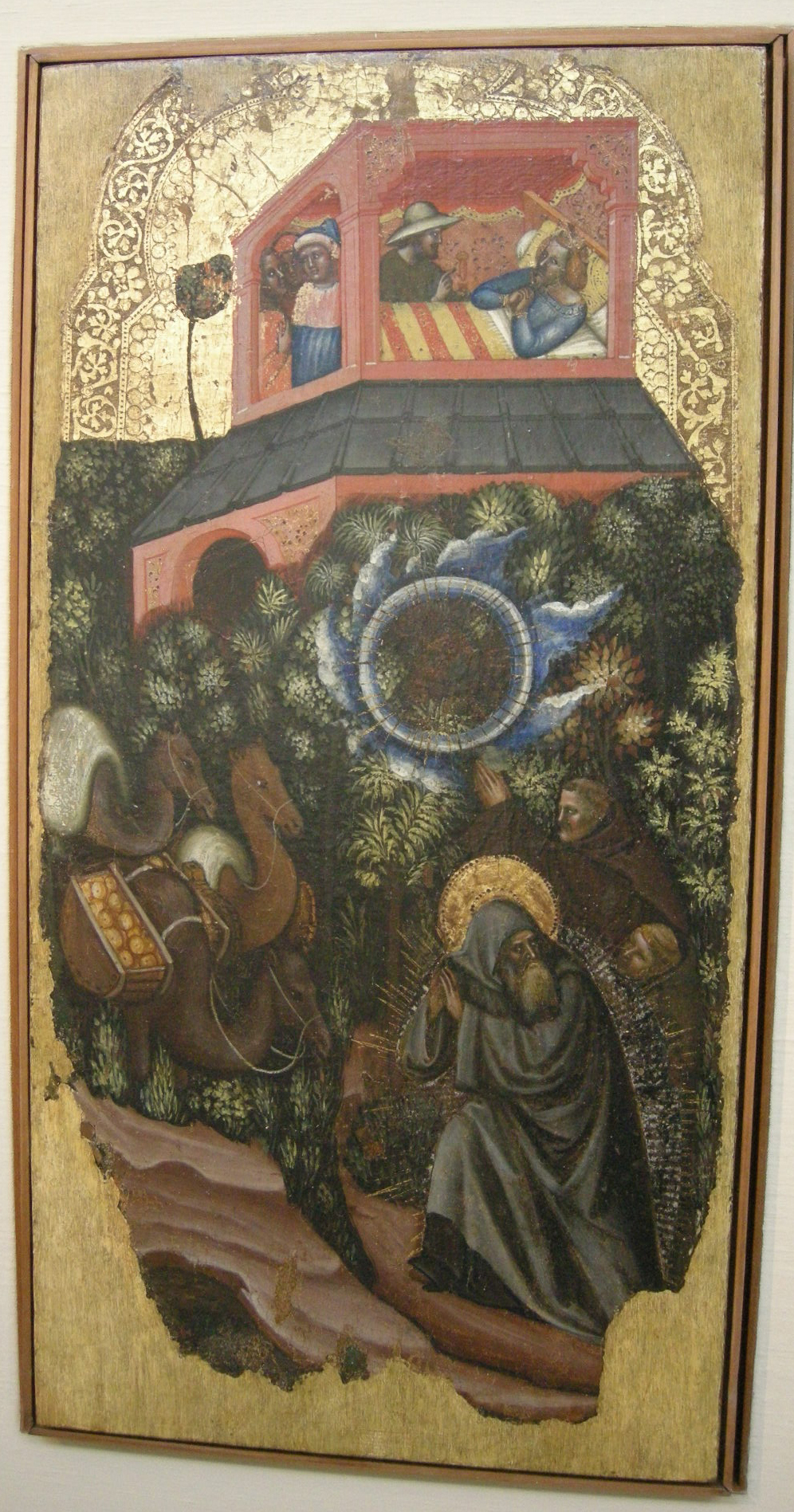
История Святого Антония аббата. Между 1340 и 1345. Дерево, темпера. Национальная пинакотека, Болонья